# 김명국 (조선)

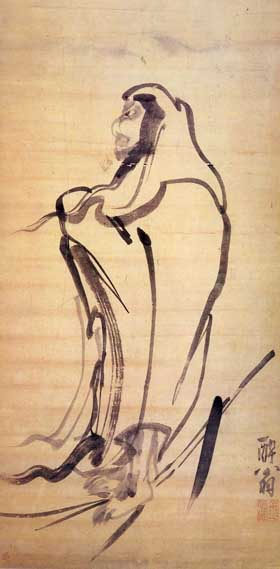
《노엽달마도(蘆葉達摩圖)》

김명국(金明國, 1600년~1662 이후)은 조선 중기의 화가이다. 본관은 안산(安山)이며, 다른 이름으로 명국(鳴國)이 있고, 자는 천여(天汝), 호는 연담(蓮潭) 또는 취옹(醉翁)이다.
도화서(圖畵署)의 화원을 거쳐 사학교수(四學敎授)를 지냈고 1636년(인조 14)에 통신사를 따라 일본에 다녀왔다. 남송의 선승(禪僧)들의 활력이 넘치는 필치를 연상시키는 발묵(潑墨)으로 인물을 그리는 데 뛰어났으며 수석(水石)도 잘 그렸다. 임진왜란 후에 침체된 화단을 재건하는 데에 크게 공헌했고 성품이 호협하고 술을 즐겨하여 취한 후에 붓을 들여야 신운(神韻)에 가까운 그림을 그렸다고 하며 조선시대 전기의 세심한 그림에 비하여 퍽 활달한 필치를 보인다.
화적(畵蹟)으로는 덕수궁 미술관 소장의 《관폭도(觀瀑圖)》, 《투기도(鬪碁圖)》, 《심산 행려도(深山行旅圖)》, 《어정산수도(漁艇山水圖)》, 《기려인물도(騎驢人物圖)》, 《노엽달마도(蘆葉達摩圖)》, 《은사도(隱士圖)》, 개인 소장의 《누각산수도(樓閣山水圖)》, 《수로예구도(壽老曳龜圖)》, 《달마도(達磨圖)》 등이 있다.

## 대표작

#### 달마도

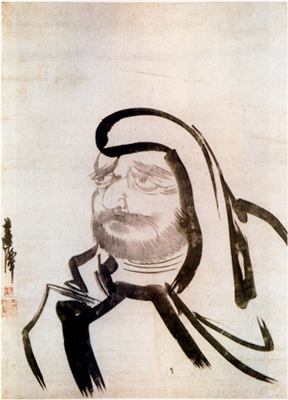
《달마도》

일찍이 신위는 김명국의 그림을 일컬어 “인물이 생동하고 필묵이 혼융(混融) 백년 이내에는 필적할 이가 없을 것 같다”고 하였거니와 이 그림은 바로 그러한 작자의 면모를 과시하는 작품이라 하겠다. 경쾌하고 호방(豪放)한 필촉으로 중국 선종(禪宗)의 시조인 달마(達磨)의 상을 묘출하고 있는데 단숨에 그려내린 인물의 윤곽과 한점의 실수도 없는 세부의 붓끝까지 신기할 정도로 생명감이 스며 있으며 기교의 묘를 터득하고 있다. 이 그림은 일본에서 그려 그곳에 남겨두었던 작품으로 근래에 일본 화가들이 그리는 달마도는 이 그림의 필법을 종(宗)으로 삼고 있다고 전해진다.(국립박물관 소장 1폭 및 일본 동경미술학교 소장 1폭)

## 같이 보기
- 한국화
- 한국의 화가 목록
- 한국의 미술